# Eli (jméno)
Eli je mužské křestní jméno. Pochází z hebrejštiny a znamená vzestup, povznesení nebo též můj bůh. Ve Starém zákoně patřilo jméno Eli veleknězi a zároveň soudci, který vychoval a vyučil proroka Samuele.

## Známí nositelé
- Eli Wallach, americký herec
- Eli Amir, izraelský spisovatel a mírový aktivista
- Eli Bebout, americký politik
- Eli Beeding, kapitán letectva USA
- Eli Biham, izraelský kryptograf
- Eli M. Black, americký obchodník
- Eli Whitney Blake, dva rozdílný američtí investoři
- Eli Broad, americký miliardář, filantrop a sběratel umění
- Eli Metcalfe Bruce, americký filantrop a politik
- Eli Franklin Burton, kanadský fyzik
- Eli Cohen, izraelský špion
- Eli Heckscher, švédský ekonom
- Eli Jones Henkle, americký kongresman
- Eli Hamilton Janney, inženýr
- Eli Kohen, izraelský politik narozený 1949
- Eli Kohen, izraelský politik narozený 1972
- Eli Langer, kanadský umělec
- Eli Lilly, americký industrialista, vnuk plukovníka
- Eli Long, generál Spojené Armády v americké civilní válce
- Eli Manning, americký hráč amerického fotbalu
- Eli Noam, profesor na Columbijské univerzitě
- Eli Ohana, izraelský fotbalista
- Eli M. Oboler, knihovník na státní universitě v Idahu a spisovatel
- Eli Roth, americký režisér
- Eli M. Saulsbury, americký senátor
- Eli C. D. Shortridge, guvernér Severní Dakoty
- Eli Siegel, lotyšský básník, kritik a filozof
- Eli Terry, americký vynálezce a hodinář.
- Eli Todd Tappan, americký pedagog, matematik, spisovatel, právník a vydavatel novin
- Eli L. Whiteley, Američan oceněný medailí za čest
- Eli Whitney, americký vynálezce ginu
- Elie Wiesel, aktivista a spisovatel o Holokaustu
- Eli Jišaj, izraelský politik